# چانستکوف پولسکی
چانستکوف پولسکی (به لهستانی:  Cząstków Polski) یک روستا در لهستان است که در گمینا چوسنوو واقع شده‌است.